# Gapanli (Tartar)
Gapanli est un village de la région de Tərtər en Azerbaïdjan.

## Géographie
Le village de Gapanli de la région de Tərtər est situé dans la circonscription administrative du village de Garaaghadji.

## Économie
La principale occupation de la population du village de Gapanli est l'élevage et l'agriculture.